# Aeternus Prophet
Aeternus Prophet  (з лат. Вічний пророк) — український метал гурт, заснований виконавцями Dessident та Oberon наприкінці 2010 року у Фастові.

## Літопис

### Створення гурту
Гурт заснували барабанщик Dessident та Сергій «Oberon» Войтенко в 2010-му році. Також долучилися Logos (вокал ) та Filthon (гітара). Датою створення Aeternus Prophet вважається 14 серпня 2010 року відколи гурт вперше відіграв у зазначеному складі. 14 січня 2011-го відбувся другий виступ на репетиційній базі, який мав назву «Black Winter Day» (назва взята від однойменної пісні гурту Amorphis), де були зіграні перші варіанти пісень які увійшли до альбому «Безжальність».
Імідж був придуманий ще на початку існування, і вперше був використаний на другому виступі («Black Winter Day»), де мантії були сірого-чорного (Oberon) та білого (Dessident) кольорів. Згодом всі учасники колективу уніфікувалися в чорні мантії.

#### Походження назви
Початково домінував варіант Aeternus (з лат. Вічний), але вже існував гурт зі схожою назвою, тому і було додано Prophet (з лат. Пророк), що у підсумку і сформувало кінцеву назву Aeternus Prophet (з лат. Вічний пророк).

### Безжальність(2012) та зміни в складі гурту
Склад з часом змінювався через принципову позицію лідерів щодо невживання учасниками алкоголю та психотропів, гурт накопичував матеріал на дебютний альбом. Згодом відбувся запис перших пісень — «Безжальність», «Спортивний гімн» та «Небажана пристуність», котрі були випущені у вільному доступі як промо-сингли. Восени 2012-го року було додано повний матеріал і 12 листопада з'явився дебютний альбом «Безжальність», до котрого вийшло тематичне відео «Наше повітря». Диск записано на студії 100 % Records лейблу Rostok Records.
Згодом, 25 листопада, гурт узяв участь у фестивалі «Слов'янський Рок», на якому було відзнято живий виступ пісні «Духовно мертві» та кліп «Наша кров та повітря» який потрапив в ротацію музичного телеканалу A-ONE. Наприкінці 2012-го гурт полишили двоє учасників (гітаристка Liebe та бас-гітарист Profectus). Попри зміни в складі колектив ставить мету здійснити тур по Україні в підтримку альбому, у лютому 2013-го задля цього запрошено Veritas'а.
Одразу після перших 2х турових виступів (Донецьк та Харків), через проблеми з вокалом йде Ekro, котрого змінив Veritas, одночасно виконуючі партії на басі. В перерві між виступами до гурту приєднується Asket. Приблизно в цей же час створено перші дві пісні на наступний альбом. За декілька місяців, після приєднання, йде Asket.

### Виключення недомінантного матеріалу(2016)
Наприкінці 2013-го, по завершенню туру на підтримку диску «Безжальність», «Aeternus Prophet» записує декілька домашніх демо-пісень («Доля буде чекати до смерті твоєї…», «Зобов'язані жити» та «Вийняті очі»), які згодом уввійшли до наступного альбому.
30 грудня 2014 року гурт оголошує про початок запису наступного студійного альбому у 2015 році на Київський студій звукозапису «Top Sound Records» під назвою «Виключення недомінантного матеріалу». Диск видано в країні 19 травня 2016-го на Metal Scrap Records.

## Склад

### Останній
- Predictor — вокал, (2019-дотепер)
- Oberon Prophet — гітара, (2010-дотепер)
- Dessident Prophet — барабани, (2010-дотепер)

### Колишні учасники
- Logos — вокал (2010)
- Filthon — гітара
- Gella — бас (?-2011)
- Liebe — соло-гітара (?-2013)
- Profectus — bass (2011-2013)
- Ekro — вокал (2011-2013)
- Veritas — вокал (2013-2017)

## Дискографія

### Студійні альбоми
- «Безжальність» — 2012, Rostok Records, Україна.
- «Виключення недомінантного матеріалу» — 2016, Metal Scrap Records, Україна.

### Сингли
- «Sport Anthem» promo-сингл, 2012
- «Небажана присутність» promo-сингл, 2012
- «Безжальність» promo-сингл, 2011

### EP
- «Зобов'язані жити» (Home demo) promo-EP, 2014
- «Вийняті очі» (Rehearsal demo) EP, 2014

### Відеокліпи
- «Наша кров та повітря» — Picoi Production, 2012
- «Безжальність» (Amateur Clip) 2011
- «Тотальне домінування» (Amateur Clip) 2016